# Tropidacris descampsi
Tropidacris descampsi är en insektsart som beskrevs av Frédéric Carbonell 1986. Tropidacris descampsi ingår i släktet Tropidacris och familjen Romaleidae. Inga underarter finns listade i Catalogue of Life.